# Santa Cruz (Galápagos)
Santa Cruz (englisch auch Indefatigable Island) ist nach Isabela die zweitgrößte, allerdings bevölkerungsreichste Insel des Galápagos-Archipels.
Die nahezu kreisrunde Insel vulkanischen Ursprungs weist eine Landfläche von knapp 986 km² auf; der höchste Punkt liegt bei 864 m über dem Meeresspiegel.
An der Südküste von Santa Cruz an der Akademie-Bucht liegt der Hauptort der Insel, Puerto Ayora, die mit rund 15.000 Einwohnern größte Stadt aller Galápagos-Inseln. Dort befindet sich auch die Charles-Darwin-Forschungsstation, die nach dem Evolutionsforscher Charles Darwin benannte Wissenschaftsstation, die von der Charles Darwin Foundation betrieben wird. Puerto Ayora ist auch Sitz der regionalen Gebietskörperschaft Municipalidad de Santa Cruz (etwa vergleichbar einer Kommunalverwaltung mit erweiterten Befugnissen), die neben den anderen Siedlungen auf der Insel (zusammen weitere ca. 3000 Einwohner) auch die nichtmilitärisch genutzten Anteile der Nachbarinsel Baltra sowie einige kleinere vorgelagerte Inseln umfasst. Im Sprachgebrauch der ecuadorianischen Verwaltung wird daher die Bezeichnung Indefatigable benutzt, um das geographische Gebiet der Insel von dem (größeren) Verwaltungsgebiet zu unterscheiden.
Das im Zentrum von Santa Cruz befindliche Hochland ist durch erloschene Vulkane, hügelige Landschaften sowie eine üppige Flora (u. a. Sonnenblumenwälder) und Fauna (u. a. Riesenschildkröten) geprägt. Zu den geologischen Besonderheiten der Insel zählen die zwei Krater Los Gemelos sowie fast vollständig erhaltene Lavatunnel von fast 2 Kilometern Länge und einer Höhe von bis zu 10 Metern.
Die Insulaner leben heute überwiegend vom Tourismus, im Dorf Santa Rosa im Hochland auch von etwas Viehzucht, Obst- und Gemüseanbau.